# Captain Moses W. Collyer House
Koordinaten: 41° 33′ 5″ N, 73° 58′ 14″ W

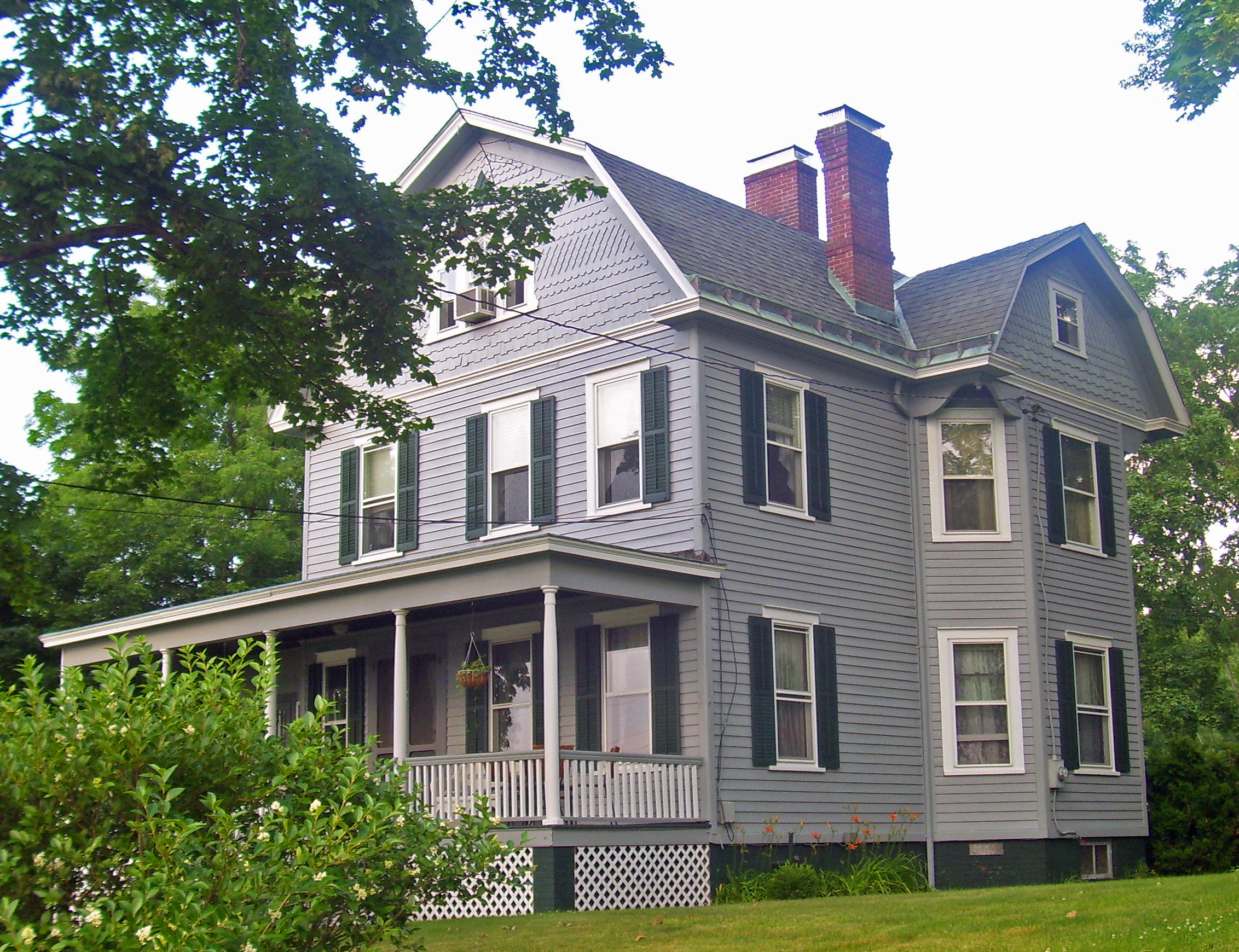
Vorderseite und Südseite, 2008

Das Captain Moses W. Collyer House, auch Driftwood genannt, ist ein Wohnhaus an der River Road South in Chelsea im Dutchess County im US-Bundesstaat New York. Es wurde 1987 in das National Register of Historic Places eingetragen.
Der frühere Besitzer des Hauses, Moses Collyer, war ein Flusskapitän auf dem Hudson River; er lebte von 1899 bis zu seinem Tod am 22. September 1942 darin. Ein paar Jahre nach seinem Einzug in das Haus war Collyer Mitautor des Buches The Sloops of the Hudson, einer Schilderung der Schifffahrt in der Zeit, in der Segelschiffe die häufigsten Fahrzeuge auf dem Fluss waren. Dank des beruflichen und privaten Hintergrund Collyers ist das Buch heute eine umfassende Geschichte jener Zeit und seiner Schiffe.
Das Haus selbst wurde kurz vor Beginn des 20. Jahrhunderts gebaut und ist eine eklektische Mischung spätviktorianischer Stile, die Collyers Reiseerfahrung am Fluss und in seinen Hafenorten widerspiegelt. Das Haus ist ein privates Wohnhaus und kann nicht besichtigt werden.

## Anwesen
Das Haus überblickt den Hudson River über die River Road und die Gleise hinweg, die heute von der Metro-North Hudson Line genutzt werden. Bei dem Gebäude handelt es sich um eine zweistöckige Holzrahmenkonstruktion. auf einem Fundament auch Backsteinen mit Gambreldach. An der Südseite ist zwischen die Backsteine ein Stein eingelassen, der die Inschrift „M.W. COLLYER/1899“ trägt. Die nach Westen hin gelegene Vorderfront des Hauses erstreckt sich im Erdgeschoss über vier Joche, im Obergeschoss sind es drei. Die an der Rückseite seitlich hervortretenden Joche haben kleinere Gambreldächer.
Das Haus ist verschindelt. Bis zur Dachtraufe handelt es sich um waagrechte breite Bretter, dann werden diese im Bereich der Gambreldächer durch Dachschindeln abgelöst. Im Gambrelbereich befindet sich jeweils ein Fenster, wovon das Palladian-Fenster an der Westseite das aufwendigste ist.
Die Säulen der Veranda sind Schreinerarbeiten – sie laufen spitz zu, sind gedrechselt und werden von einer einfachen Balustrade verbunden. Ein Großteil der Innenausstattung ist ebenfalls original, darunter das Treppenhaus aus Eichenholz in der Eingangshalle und das Kaminumfeld im Salon. Obergeschoss und Attika sind ausgebaut und dienten ursprünglich als Schlafzimmer und als Quartiere für die Bediensteten.
Es gibt mehrere Nebengebäude, die alle als beitragend zum historischen Charakter des Anwesens gelten. Ein großer verschindeltere Schuppen mit giebelständigem Kreuzgiebel wurde gleichzeitig mit dem Wohnhaus errichtet und verwendet im Wesentlichen dessen Design und Dekoration; dasselbe gilt für das nahegelegene Toilettenhäuschen. Die Garage wurde um 1932 erbaut und war ein Hochzeitsgeschenk für die Tochter Collyers, woran eine hölzerne Gedenktafel erinnert.

## Geschichte
Collyer wurde um 1850 in Red Hook (Village), etwas flussaufwärts im Dutchess County geboren. Sein Vater hatte von seinem damals unter dem Namen Sing Sing bekannten Heimatort aus in den 1830er Jahren begonnen, den Hudson River zu befahren. Er wurde später Kapitän und Schiffsbesitzer und segelte gewerblich bis zu seinem Tod 1889 auf dem Fluss. Die Onkel Collyers waren im Schiffbau tätig und wurden ebenfalls wohlhabend.
Moses Collyer begann in den 1860er Jahren als Schiffsjunge auf einem der Sloops seines Vaters. Er blieb bis 1877 im Familienbetrieb und heuerte dann auf einem fremden Schoner an. Im Jahr darauf wurde er Kapitän und Eigner des Schoners Henry B. Fidderman. Nach zwei Jahren wechselte er auf ein Dampfschiff. Die Henrietta Collyer wurde auf dem Fluss zum Transport von Eisen und Kalkstein eingesetzt.
Die Mitglieder der Familie Collyer lebten seit 1868 in Chelsea, doch ist über ihre damalige Wohnung nichts bekannt. 1899, als die Bahnstrecken der New York Central Railroad entlang des Flusses die Schifffahrt im Hudson Valley weitgehend verdrängt hatte, baute Collyer das Haus. Detaillierte Aufzeichnungen aus der Bauzeit, einschließlich der Fotografien, verdeutlichen die verschiedenen Phasen der Konstruktion und Lieferscheine für Baumaterialien sind bis in die Gegenwart erhalten und geben wertvolle Hinweise auf die Baupraktiken in der Zeit um die Wende zwischen dem 19. und 20. Jahrhundert.
Einige Jahre später arbeiteten Collyer und William Verplanck, der Stammhalter einer wohlhabenden Familie der Region und selbst Schiffseigner, an dem Buch The Sloops of the Hudson zusammen. Dabei handelt es sich um die Geschichte der Segelschiffe auf dem Fluss. Collyers detaillierte Erinnerungen über die Schiffe und Menschen, die er im Laufe der Jahre kennengelernt hatte, verarbeitete er in der von ihm verfassten zweiten Hälfte des Buches; dabei handelt es sich um die umfassendste Aufzeichnung zu diesem Thema.
Mit Ausnahme der hinzugefügten Garage hat es wenige Veränderungen an dem Haus gegeben. Die Stufen der Veranda wurden neu gebaut und ein Handlauf hinzugefügt. Die Veranda selbst wurde von einer offenen in eine geschlossene umgewandelt.

## Ästhetik
Das Haus repräsentiert eine Mischung verschiedener Stile, in einer Weise, wie es Ende des 19. Jahrhunderts gängig war. Der unregelmäßige, doch kompakte Haupttrakt und die Verwendung verschiedener Materialien sind typisch für den Queen Anne Style, der zu jener Zeit in seiner letzten Phase war. Im Gegensatz dazu sind das Gambreldach und das palladianische Fenster Merkmale des aufkommenden Colonial Revival, der sich in den Anfangsjahrzehnten des 20. Jahrhunderts weit verbreitete. Insgesamt zeigt der Stil des Hauses verschiedene Architekturtrends außerhalb ihres ursprünglichen Kontextes und demonstriert die Integration von Chelsea in die Wirtschaft.
Auch im Innern reflektiert das Haus die sich ändernden Geschmacksrichtungen. Die Räume sind weniger groß als bei den meisten viktorianischen Häusern, was darauf hindeutet, dass das Haus eher zum Wohnen als zur Unterhaltung bestimmt war. Die offenere Anlage der Küche und anderer Nebenräume weisen auf eine egalitärere Haltung hin, als dies ein strikt viktorianisches Haus tun würde. Der Kontrast zwischen den Werten des Queen Anne Style und des Colonial Revival wird auch repräsentiert durch das Kaminumfeld aus Marmor im Gegensatz zu den ungestrichenen Eichenstufen.